# Српска средњовековна архитектура
Српска средњовековна архитектура обухвата архитектонско стваралаштво на територији српских средњовековних држава, од најранијих облика у преднемањићком периоду (IX–XI век) до пада Српске деспотовине под османску власт (средина XV века). Ова архитектура је превасходно сакралног карактера (цркве и манастири), али укључује и значајна остварења у области фортификационе архитектуре (утврђени градови и тврђаве). Развијала се под доминантним утицајем византијске архитектуре, али је, у зависности од периода и подручја, примала и утицаје са Запада (романичке и готичке), стварајући аутентичне стилске изразе.

## Историјски развој и стилови
Развој српске средњовековне архитектуре може се пратити кроз неколико карактеристичних стилских периода.

### Преднемањићки период (до краја XII века)
Из периода пре успона династије Немањића, сачувано је релативно мало архитектонских споменика. Најзначајнији пример је Петрова црква код Новог Пазара, која потиче из IX-X века и представља јединствену грађевину ротондалног облика са уписаним четворолистом, што указује на утицаје рановизантијске и предроманичке архитектуре. Други објекти из овог периода су углавном скромнијих димензија и слабије очувани.

### Архитектура у доба Немањића (крај XII – крај XIV века)
Ово је период најинтензивнијег градитељског и уметничког процвата, када настају најмонументалније задужбине српских владара. Разликују се два главна стила:

#### Рашки стил(Рашка школа)
Рашки стил доминира од краја XII до краја XIII века. Карактеришу га:
- Једнобродна основа са једном куполом која почива на пандантифима или тромпама.
- Спољна обрада зидова од тесаног камена (често бели мермер).
- Изражени утицаји романичке архитектуре са Запада (посебно из Далмације и Италије) у декоративној каменој пластици на порталима, прозорима (бифоре, трифоре), капителима и архиволтама. Ови утицаји се мешају са византијском просторном концепцијом.
- Најзначајнији споменици: Студеница (Богородичина црква, око 1190), Жича (почетак XIII века), Милешева (око 1234), Сопоћани (око 1260), Градац (око 1275), црква Светог Ахилија у Ариљу (1296).

#### Српско-византијски стил(Вардарски стил)
Овај стил се развија од краја XIII до краја XIV века, под директнијим утицајем византијске архитектуре из доба Палеолога, након ширења српске државе на југ, према Македонији. Карактеристике:
- Основа у облику уписаног крста, често са пет купола (једна централна и четири мање на угловима).
- Фасаде украшене смењивањем редова камена и опеке (тзв. клоазон техником), што доприноси полихромији.
- Употреба керамопластичне декорације (украсни елементи од печене глине).
- Најзначајнији споменици: Хиландар (обнова цркве Ваведења Богородице, почетак XIV века), Богородица Љевишка, Грачаница, Пећка патријаршија.
- Високи Дечани (1327–1335) представља посебан случај, јер комбинује романичке и раноготичке елементе у спољној обради (дело мајстора Фра Вите из Котора) са византијском просторном концепцијом и фрескописом.[3]

### Моравска школа(крај XIV – средина XV века)
Након Косовске битке, у периоду Српске деспотовине, у долини Велике Мораве и њених притока развија се последњи аутентични стил српске средњовековне архитектуре. Одлике:
- Основа цркве је најчешће у облику развијеног триконхоса (тролиста), са једном или пет купола.
- Изузетно богата декоративна камена пластика на фасадама: преплети, розете, флорални и зооморфни мотиви, понекад и фигуралне представе.
- Употреба полихромије на фасадама (смењивање камена различитих боја, опеке, употреба бојеног малтера).
- Елегантне пропорције и тежња ка висини.
- Најзначајнији споменици: Раваница (задужбина кнеза Лазара), Лазарица у Крушевцу, Љубостиња, Каленић, Манасија (Ресава) (задужбина деспота Стефана Лазаревића).[4]

## Фортификациона архитектура
Упоредо са сакралном архитектуром, у средњовековној Србији развијала се и фортификациона архитектура, ради одбране територије, градова и манастира.
- Ранији период: Прва утврђења су често била једноставнија, користећи природне погодности терена.
- Доба Немањића: Граде се јаче тврђаве са масивним бедемима и кулама (нпр. Маглич, Звечан).
- Период Деспотовине: Услед сталне опасности од османских освајања, фортификациона архитектура достиже врхунац. Граде се велике и моћне тврђаве прилагођене тадашњим техникама ратовања (употреба артиљерије). Најзначајнији примери су:
  - Београдска тврђава: Значајно проширена и утврђена у време деспота Стефана Лазаревића.
  - Смедеревска тврђава: Последња престоница српске деспотовине, изграђена под деспотом Ђурђем Бранковићем, представља једно од највећих равничарских утврђења у Европи.[5]
  - Голубачка тврђава на Дунаву.
- Многи манастири, попут Манасије, такође су били опасани јаким бедемима и кулама.

## Материјали и технике градње
У средњовековној Србији коришћени су различити грађевински материјали и технике:
- Камен: Најчешће коришћен материјал, како ломљени тако и тесани (квадери). Употребљаван је за зидање зидова, сводова, купола, као и за декоративну пластику. Често се користио локални камен, али и мермер за репрезентативније грађевине (нпр. Студеница).
- Опека: Коришћена је посебно у српско-византијском и моравском стилу, често у комбинацији са каменом ради постизања декоративних ефеката на фасадама (клоазон техника).
- Дрво: Употребљавано за кровне конструкције, међуспратне конструкције, врата, прозоре, као и за изградњу мањих или привремених објеката.
- Малтер: Коришћен за везивање камена и опеке, као и за малтерисање унутрашњих зидова пре фрескописања.

Технике градње су се развијале, од једноставнијих зидарских техника до сложених конструкција сводова и купола по узору на византијску архитектуру.

## Утицаји и специфичности
Српска средњовековна архитектура представља јединствену синтезу утицаја и локалног стваралачког духа.
- Византијски утицај је био доминантан, посебно у концепцији простора, облицима основа (уписани крст, триконхос), конструкцији купола и иконографском програму фрескописа.
- Романички утицаји са Запада видљиви су у спољној обради и декоративној каменој пластици Рашке школе.
- Готички утицаји су ређи, али се могу уочити у неким детаљима (нпр. преломљени лукови, одређени декоративни мотиви), посебно у Дечанима.

Специфичности српске средњовековне архитектуре огледају се у оригиналним комбинацијама ових утицаја и стварању препознатљивих националних стилова (Рашки, Моравски).

## Значај и наслеђе
Српска средњовековна архитектура представља највреднији део културног наслеђа Србије. Манастири и цркве из овог периода нису само верски објекти, већ и споменици културе од изузетног уметничког и историјског значаја. Многи од њих су уписани на Унескову листу светске баштине, што потврђује њихову универзалну вредност. Очување овог наслеђа је од виталног значаја за разумевање српске историје и културе, као и за њен допринос европској цивилизацији.